# Nacaduba vayura
Nacaduba vayura är en fjärilsart som beskrevs av Hans Fruhstorfer 1916. Nacaduba vayura ingår i släktet Nacaduba och familjen juvelvingar. Inga underarter finns listade i Catalogue of Life.